# Bessera
Bessera is een geslacht uit de aspergefamilie. De soorten komen voor in Mexico.

## Soorten
- Bessera elegans
- Bessera tenuiflora
- Bessera tuitensis